# Алябьева, Мария Пахомовна
Мария Пахомовна Алябьева (1923—2007) — звеньевая колхоза «4-я весна» Курского района, Курская область. В 1965 году за повышение урожайности и увеличение производства сахарной свеклы получила звание Героя Социалистического труда и орден Ленина.

## Биография
Мария Пахомовна родилась 15 ноября 1923 года в селе Журавлино, Октябрьский район, Курская область. С 1936 году работала в колхозе, в период Великой Отечественной войны рыла окопы. С 1944 по 1947 год была председателем колхоза, а после того, как она вышла замуж, покинула пост. В дальнейшем работала звеньевой в колхозе «4-я весна», благодаря её руководству звено собрало рекордные 550 центнеров урожая свеклы с гектара.
Указом Президиума Верховного Совета СССР от 31 декабря 1965 года Мария Алябьева получила звание Героя Социалистического труда и орден Ленина за повышение урожайности и увеличение производства сахарной свеклы. В 1969 году была делегатом третьего Всесоюзного съезда колхозников. В 1995 году была делегирована в Москву на Парад Победы. В 1970-х она ушла на пенсию, до своей смерти 16 мая 2007 года проживала в селе Журавлино, Октябрьский район, Курская область.

## Награды
| Год  | Награда                              |
| ---- | ------------------------------------ |
| 1966 | Звание Герой Социалистического Труда |
| 1966 | Орден Ленина                         |